# Simon Kaye
Simon Kaye (* 22. Juli 1935 in London, England) ist ein britischer Tontechniker.

## Leben
Kaye begann seine Karriere beim Film 1959, sein Debüt war die Carry-On-Filmkomödie 41 Grad Liebe, allerdings noch ohne Namensnennung im Abspann. Ab 1963 arbeitete er auch für das britische Fernsehen, unter anderem an 24 Episoden von Mit Schirm, Charme und Melone. Zwischen 1969 und 1993 war er zehn Mal für den BAFTA Film Award in der Kategorie Bester Ton nominiert. Drei Preise konnte er entgegennehmen, 1970 für Oh! What a Lovely War, 1978 für Die Brücke von Arnheim und 1988 für Schrei nach Freiheit.
Kaye war zudem vier Mal für den Oscar in der Kategorie Bester Ton nominiert. 1982 (für Reds) und 1983 (für Gandhi) blieb es bei der Nominierung. 1987 erhielt er gemeinsam mit John Wilkinson, Richard D. Rogers und Charles Grenzbach die Auszeichnung für Platoon. Den zweiten Oscar erhielt er 1993 für Der letzte Mohikaner, zusammen mit ihm wurden Chris Jenkins, Doug Hemphill und Mark Smith ausgezeichnet.

## Filmografie (Auswahl)
- 1968: Der Angriff der leichten Brigade (The Charge of the Light Brigade)
- 1968: Der Löwe im Winter (The Lion in Winter)
- 1971: Sunday, Bloody Sunday
- 1973: Theater des Grauens (Theatre of Blood)
- 1974: 18 Stunden bis zur Ewigkeit (Juggernaut)
- 1975: Brannigan – Ein Mann aus Stahl (Brannigan)
- 1977: Die Brücke von Arnheim (A Bridge Too Far)
- 1979: Yanks – Gestern waren wir noch Fremde (Yanks)
- 1981: Reds
- 1982: Gandhi
- 1983: Gorky Park
- 1983: Sag niemals nie (Never Say Never Again)
- 1984: Indiana Jones und der Tempel des Todes (Indiana Jones and the Temple of Doom)
- 1986: Platoon
- 1987: Schrei nach Freiheit (Cry Freedom)
- 1990: Land der schwarzen Sonne (Mountains of the Moon)
- 1992: Der letzte Mohikaner (The Last of the Mohicans)
- 1996: Der Geist und die Dunkelheit (The Ghost and the Darkness)
- 1998: Lost in Space
- 1999: Der Knochenjäger (The Bone Collector)
- 2003: Lara Croft: Tomb Raider – Die Wiege des Lebens (Lara Croft Tomb Raider: The Cradle of Life)
- 2004: The Life and Death of Peter Sellers

## Auszeichnungen

### Oscar
- 1982: Oscarnominierung in der Kategorie Bester Ton für Reds
- 1983: Oscarnominierung in der Kategorie Bester Ton für Gandhi
- 1987: Oscar in der Kategorie Bester Ton für Platoon
- 1993: Oscar in der Kategorie Bester Ton für Der letzte Mohikaner

### BAFTA Film Award
- 1969: BAFTA-Film-Award-Nominierung in der Kategorie Bester Ton für Der Löwe im Winter
- 1969: BAFTA-Film-Award-Nominierung in der Kategorie Bester Ton für Der Angriff der leichten Brigade
- 1970: BAFTA Film Award in der Kategorie Bester Ton für Oh! What a Lovely War
- 1972: BAFTA-Film-Award-Nominierung in der Kategorie Bester Ton für Sunday Bloody Sunday
- 1978: BAFTA-Film-Award-Nominierung in der Kategorie Bester Ton für Jesus von Nazareth
- 1978: BAFTA Film Award in der Kategorie Bester Ton für Die Brücke von Arnheim
- 1983: BAFTA-Film-Award-Nominierung in der Kategorie Bester Ton für Gandhi
- 1985: BAFTA-Film-Award-Nominierung in der Kategorie Bester Ton für Indiana Jones und der Tempel des Todes
- 1988: BAFTA-Film-Award-Nominierung in der Kategorie Bester Ton für Schrei nach Freiheit
- 1993: BAFTA-Film-Award-Nominierung in der Kategorie Bester Ton für Der letzte Mohikaner